# Pont-Hébert
Pont-Hébert – miejscowość i gmina we Francji, w regionie Normandia, w departamencie Manche. W 2013 roku populacja ówczesnej gminy wynosiła 1787 mieszkańców. Przez miejscowość przepływa rzeka Vire. 
Dnia 1 stycznia 2018 roku połączono dwie wcześniejsze gminy: Pont-Hébert oraz Le Hommet-d’Arthenay. Siedzibą gminy została miejscowość Pont-Hébert, a nowa gmina przyjęła jej nazwę.